# Ramy Zein
Pour les articles homonymes, voir Zein.
Ramy Zein (Beyrouth, Liban, 1965) est un écrivain libanais de langue française. Il a publié plusieurs romans, dont Partage de l'infini (2005), Les Ruines du ciel (2008), La Levée des couleurs (2011), Tribulations d'un bâtard à Beyrouth (2016) et Quelques pas dans la nuit (2019), ainsi qu'un Dictionnaire  de la littérature libanaise de langue française (1999). Il est professeur de Lettres à l'Université Saint-Joseph de Beyrouth. Ramy Zein est aussi connu sous les noms de Ramy Khalil Zein et Ramy K. Zein. Entre juin 2020 et décembre 2024, il a tenu un journal en ligne intitulé Rémanences des jours.

## Œuvre
Malgré l’ancrage de ses romans dans la réalité du Proche et du Moyen-Orient, Ramy Zein ne se laisse pas enfermer dans les frontières d’une identité réelle ou mythique. Ses textes s’éloignent de tout folklorisme ou néo-orientalisme.
Les romans de Ramy Zein se caractérisent par des thèmes récurrents et des particularités formelles sur le plan de l'écriture, de la structure et de la technique romanesque.

### Altérité conflictuelle
Ramy Zein s’intéresse aux situations de conflit. Ses textes répercutent les tensions entre l’individu et le collectif. Commentant Partage de l'infini, Pierre-Yves Le Priol déclare : « À travers ces pages, chacun est conduit à s’interroger sur ce qu’est l’ennemi, sur les raisons intimes de cet homme, étonnamment semblable à soi, découvert un jour dans le camp d’en face ». À propos du même livre, Anne Dossin écrit : « Ce roman permet de se poser de nombreuses questions sur la justification des actes posés, sur la valeur de cette justification, sur l’espérance et l’attente de solutions, sans jamais vouloir nous pousser à prendre parti ».
Il en va de même dans Les Ruines du ciel où Zein, d’après Maya Ghandour Hert, « expose l’ennemi vu de l’intérieur. Sans parti-pris ». C’est par cette neutralité de la narration que Ramy Zein, selon Katia Ghosn, « réussit en complexifiant le statut de la victime à se situer au-delà du bien et du mal ».
La Levée des couleurs manifeste le même souci dans la mesure où Ramy Zein se garde de toute « représentation binaire » du conflit selon Carla Calargé.
Tribulations d'un bâtard à Beyrouth illustre également le rapport à l’autre dans un contexte de forte polarisation identitaire, car à Beyrouth, explique Ramy Zein, on est catalogué chrétien ou musulman « dès l’instant de sa conception, d’une façon essentielle, définitive, irréversible, estampille dans la chair jusqu’au dernier soupir, fût-on athée ou agnostique ».

### Immersion
Cette volonté de saisir la complexité du réel dans ses nuances et ses contradictions va de pair, chez Ramy Zein, avec une immersion dans l’intériorité des personnages.
Dans Partage de l'infini, « Ramy Zein montre les mécanismes de la peur, la pression psychologique, la manière dont chacun, Palestiniens et Israéliens confondus, apprend à vivre avec son ennemi intime », estime Dominique Grosfils. Anne Dossin ajoute : « Les héros ont une grandeur humaine réelle, leurs motivations nous touchent, on les comprend, on vit avec eux dans cet enfermement de l’Histoire ».
Dans Les Ruines du ciel, Maya Ghandour Hert constate que Zein « est entré dans la peau de ce GI et de sa mère pour montrer la souffrance de cette dernière, le trouble du garçon ».
Le même procédé immersif est employé dans La Levée des couleurs dont Agathe Morier dit : « À travers l’histoire de son personnage, Ramy Zein parvient avec une subtilité certaine à esquisser des réponses à des questions complexes : Peut-on s’accommoder de ses blessures ? Peut-on sortir de l’aphasie et retrouver son unité après avoir vécu l‘innommable ? » À propos du personnage de Siham dans La Levée des couleurs, Hala Moughani parle d’une « justesse » qui dénote « une subtile connaissance de l’âme humaine », précisant que Ramy Zein se situe « à mille lieues des sentiers battus de la douleur affectée, des plaies outrancières et purulentes décrites à longueur de pages et autres sensibleries faciles qui jalonnent la littérature de guerre ». Carla Calargé juge que les « choix narratifs » de l’auteur dans La Levée des couleurs « constituent des moyens scripturaux qui permettent de reproduire le monde intérieur de la protagoniste aux prises avec sa mémoire traumatique », ce que corrobore Rita Bassil en soutenant que « La levée des couleurs explore l’ambivalence de l’être. Il en sonde les profondeurs alors qu’en même temps se mêle à sa construction l’histoire d’un pays qui avance vers sa chute ».
Plus largement, Racha Tawil affirme que « Zein nous jette au cœur des événements à travers une écriture qui voudrait faire parvenir la voix des gens ordinaires et surtout leur combat personnel pour survivre ».

### Écriture
Sur le plan de l’écriture, Ramy Zein opte pour la fluidité et la précision. Maya Ghandour Hert qualifie son style de « simple, fluide, qui coule de source […]. Son écriture est débarrassée de fioritures et d’autres ornements enjoliveurs. C’est clair, net et précis ». Marie Liénard compare ses phrases à des « flèches décochées en plein cœur, à moins que ce ne soient des balles ». Hala Moughani évoque, elle, une « langue ciselée, sobre et précise […] une écriture de la retenue, une écriture consciente de la difficulté de son objet et de son entreprise ». De son côté, Rita Bassil souligne « la magie de sa description », tandis qu’Agathe Morier met l’accent sur « la justesse d’une écriture méticuleuse qui ne s’embarrasse de rien, et surtout pas de poncifs et de lapalissades. [...] Ramy Zein est un équilibriste, il appuie là où ça fait mal sans jamais tomber dans les filets du lieu commun. »

### Trilogie de la guerre
La trilogie de la guerre, commencée avec Partage de l'infini qui se penche sur le conflit israélo-palestinien, poursuivie avec Les Ruines du ciel dont le récit se déroule pendant l’invasion de l’Irak, s’est achevée en 2011 avec La Levée des couleurs qui est consacré à la guerre libanaise (1975-1990), thématique « périlleuse pour un romancier libanais » selon Antoine Boulad.
Les trois romans présentent des divergences structurelles : Partage de l'infini utilise le procédé de la focalisation interne multiple qui permet de refléter les points de vue des deux camps. L’alternance caractérise également Les Ruines du ciel, mais elle est cantonnée aux personnages du héros et de sa mère confrontés à la réalité de la guerre. Dans La Levée des couleurs, l’alternance cède la place à une focalisation interne exclusive sur le personnage de Siham, ce qui reflète le traumatisme subi par l’héroïne. « La Levée des couleurs, estime Katia Haddad, bénéficie […] de la structure et de la puissance de la tragédie antique et, peut-être, de son pouvoir cathartique. »

### Ramy Zein et la francophonie
Ramy Zein entretient des rapports ambivalents avec la francophonie, ce qu'il illustre dans sa nouvelle Francophone blues et dans une conférence intitulée Splendeurs et misères de la Francophonie.

## Publications
- Dictionnaire de la littérature libanaise de langue française (étude), Paris, L’Harmattan, 1999, 512 p.
- Partage de l'infini (roman), Paris, Arléa, 2005, 245 p.
- Les Ruines du ciel (roman), Paris, Arléa, 2008, 207 p.
- Francophone blues (nouvelle), in Riveneuve Continents, Paris, Riveneuve éditions, n° 9, octobre 2009
- « Il n’est de vie que d’écriture » (texte), in Pourquoi j’écris, Beyrouth, Éditions de la Revue Phénicienne, 2009
- La Levée des couleurs (roman), Paris, Arléa, 2011, 224 p.
- « De la représentation au réel : retour sur un massacre » (texte), in Culture et barbarie - L'Orient Littéraire, n° 100, Beyrouth, Éditions de L'Orient des Livres, octobre 2014 Culture et barbarie - PDF
- Tribulations d'un bâtard à Beyrouth (roman), Paris, L'Harmattan, coll. « Amarante », 2016, 174 p.
- Quelques pas dans la nuit (roman), Paris, L’Harmattan, coll. « Amarante », 2019, 158 p.
- « Ni Cassandre ni Candide », in Sursauts d’une nation, Beyrouth, Éd. artliban, 2020, pp. 180-184
- « Une ville dans ses habits d'opérette », in Le Goût du Liban, Paris, Éd. Mercure de France, 2021, pp. 110-112
- « Les Enfants sans visage », in Le Liban, 18 communautés et bien davantage, Paris/Beyrouth, Victor Le Brun/Éditions Naufal, 2021, pp. 115-123
- « Carnet d’écrivain 2020-2022 », in Les Diaristes libanais - Les Moments littéraires, n° 49, Paris, 2022, pp. 217-228

### Études universitaires
- Rima Daezly, La guerre contre la paix, la paix contre la guerre : étude comparée de Partage de l’infini de Ramy Zein et de L’Attentat de Yasmina Khadra, Mémoire de DEA, Université Saint-Esprit Kaslik, 2009, 134 p.
- Katia Haddad, « Une décennie d’exceptionnelle vitalité : la littérature francophone libanaise (2000-2010) », "Deux révélations: Charif Majdalani et Ramy Zein", Travaux et jours - Université Saint-Joseph, n° 85, 2011, pp. 43-45
- Carla Calargé (Florida Atlantic University), « Ramy Zein, La Levée des couleurs », Nouvelles Études Francophones, Volume 27, Numéro 1, Printemps 2012, pp. 305-308
- Marilyn Matar, Les Représentations littéraires de la guerre civile libanaise : pour une poétique du lien (Wajdi Mouawad, Elie-Pierre Sabbag, Ramy Zein), thèse de doctorat, Modern French Studies, University of Maryland, 2014
- Nayla Tamraz (Université Saint-Joseph), « Le Roman contemporain libanais et la guerre: récit, histoire, mémoire » (Elias Khoury, Hyam Yared, Ramy Zein), Contemporary French and Francophone Studies, Volume 18, n° 5, 2014, pp. 462-469
- Racha Tawil, Le Roman libanais d’expression française dans le champ littéraire mondial, thèse de doctorat, Faculté des Lettres et des Sciences humaines, Université Saint-Joseph, 2020, 335 p.
- Karl Akiki (Université Saint-Joseph), « La lecture occidentale du roman francophone libanais », Interfrancophonies, 2021 (n°12), pp. 11-27
- Sandra Barrère (Université Bordeaux Montaigne), « On a Vacuum and How to Fill it: Literature at the Bedside of Failed Institutions » (Wajdi Mouawad, Ramy Zein), The Cultural Memory of the Lebanese Civil War – Revisited, Brill, 2024, pp. 189-201

### Articles de presse
- Collectif, Dictionnaire de la littérature libanaise de langue française in Bulletin critique du livre français, n° 621, juin 2000
- Pierre-Yves Le Priol, « Partage de l’infini de Ramy Zein », La Croix, 02/06/2005
- Dominique Grosfils, « Partage de l’infini », Psychologies-Magazine, 05/2005
- Anne Dossin, « Ramy Zein, Partage de l’infini », Indications – La Revue des romans, septembre 2005
- Zahida Darwiche Jabbour, « Partage de l'infini », Al-Hayat, 20/03/2006
- Katia Ghosn, « L’Effondrement intérieur », L’Orient littéraire, octobre 2008
- Marie Liénard, « Ramy Zein – Les Ruines du ciel », Etudes, octobre 2008, tome 409, numéro 4
- Maya Ghandour Hert, « L’Humanité en partage », L’Orient-Le Jour, 28/10/2008
- Hala Moughani, « La Douleur chuchotée », L’Orient littéraire, mai 2011
- Agathe Morier, « Une Tragédie en trois actes », L’Agenda culturel, 25/05/2011
- Antoine Boulad, « Les Couleurs du pardon », L’Orient littéraire, janvier 2012
- Rita Bassil, « Une Mémoire de sang », Al-Akhbar, 05/03/2013
- Carole André-Dessornes, « S'interroger par la fiction sur un conflit devenu inaudible », entretien croisé avec Yasmina Khadra et Ramy Zein, L’Orient littéraire, mai 2015

## Prix
- Prix littéraire des Lycéens du Liban 2017 pour Tribulations d'un bâtard à Beyrouth [18]
- Prix littéraire des Lycéens de Saint-Marcellin 2012 pour La Levée des couleurs [19]
- Prix littéraire des Lycéens du Liban 2009 (ex aequo avec Michel Tremblay) pour Les Ruines du ciel [20]
- Prix Phénix 2008 pour Les Ruines du ciel[21]
- Prix France-Liban 1999 pour le Dictionnaire de la littérature libanaise de langue française [22]